# Île Lord Howe
Pour les articles homonymes, voir Île Howe (homonymie) et Howe.
L'île Lord Howe (en anglais : Lord Howe Island, /lɔːd haʊ ˈaɪ̯lənd/) est une île d'Australie d’origine volcanique en forme de croissant. Elle est rattachée administrativement à la Nouvelle-Galles du Sud dont elle est un  territoire non incorporé. Elle doit son nom à Lord Howe, Admiral of the Fleet de la Royal Navy à la fin du XVIIIe siècle
Située en mer de Tasman à 571 km à l’est du cap Smoky, sur la côte orientale d'Australie, à peu près à la même latitude que les montagnes Bleues, elle recèle plusieurs espèces endémiques dont, chez les végétaux, le figuier de la baie de Moreton (Ficus macrophylla) et deux espèces de palmiers du genre Howea, les kentias et, chez les oiseaux, le Râle sylvestre (Gallirallus sylvestris Sparrman, 1786).
L’isolement de cette île a permis de fournir des informations très précieuses sur l’évolution de ces espèces. Environ 300 personnes y habitent en permanence.
Cette île est enregistrée sur la liste du patrimoine mondial de l'UNESCO depuis 1982.

## Histoire

Drapeau non officiel de l'île Lord Howe.

C'est le 17 février 1788 qu'un Européen fait pour la première fois mention de l'île. Il s'agit du capitaine de Henry Lidgbird Ball, le commandant du HMS Supply, le plus ancien et le plus petit navire de la First Fleet. Il est chargé d'accompagner un navire chargé de 15 prisonniers (9 hommes et 6 femmes) depuis Botany Bay jusqu'à l'île Norfolk pour y fonder une colonie pénitentiaire. Lors du voyage de retour le 13 mars 1788, Ball envoie un groupe débarquer sur l'île Lord Howe pour y proclamer la souveraineté britannique. De nombreuses tortues et oiseaux dociles sont capturés et apportés à Sydney. Ball baptise en son honneur l'un des sommets de l'île en lui donnant le nom de mont Lidgbird ainsi que l'éperon rocheux proche de l'île qu'il dénomme pyramide de Ball. L'île principale reçoit son nom en référence au comte Richard Howe qui était premier Lord de l'Amirauté à cette époque. Il semble qu'avant sa découverte par les Européens, l'île ne fut jamais peuplée et était inconnue des Polynésiens du sud du Pacifique.
L’île devint une escale fréquente des navires ralliant l'île Norfolk depuis la Nouvelle-Galles du Sud. Certains y laissèrent des cochons et des chèvres pour ravitailler les bateaux suivants, mais aucune colonie permanente ne fut fondée avant 1834, à l’endroit appelé aujourd’hui Old Settlement.

### Établissement permanent
Le premier établissement permanent sur l'île Lord Howe est créé en juin 1834 quand la baleinière britannique Caroline venant de Nouvelle-Zélande et dirigée par le capitaine John Blinkenthorpe, débarque dans un lieu connu sous le nom de Blinky Beach. Trois hommes sont laissés sur place (George Ashdown, James Bishop et un certain Chapman) dont la mission est d'implanter une station d'approvisionnement pour une entreprise baleinière de Sydney. Ces hommes se nourrissent en pêchant et en élevant des cochons et des chèvres ensauvagés. Ils sont accompagnés sur l'île par leurs femmes Maoris et leurs enfants. Cette petite communauté construit des huttes dans une zone dénommée ensuite Old Settlement dont la caractéristique est de contenir une réserve d'eau douce.
Cette petite société vit sans argent. Les colons marchandent l'eau, le bois, les légumes, la viande, le poisson et les oiseaux avec des vêtements, du thé, du sucre, des outils, du tabac et d'autres marchandises indisponibles dans l'île. Dans ce système de troc, ce sont les baleiniers qui fixent les prix. Ces premiers colons quittent finalement l'île en septembre 1841 en échange d'une somme de 350 £ donnée par les hommes d'affaires Owen Poole et Richard Dawson (puis plus tard John Foulis) dont les employés deviennent les nouveaux colons.

### Croissance de la colonie (1842-1860)

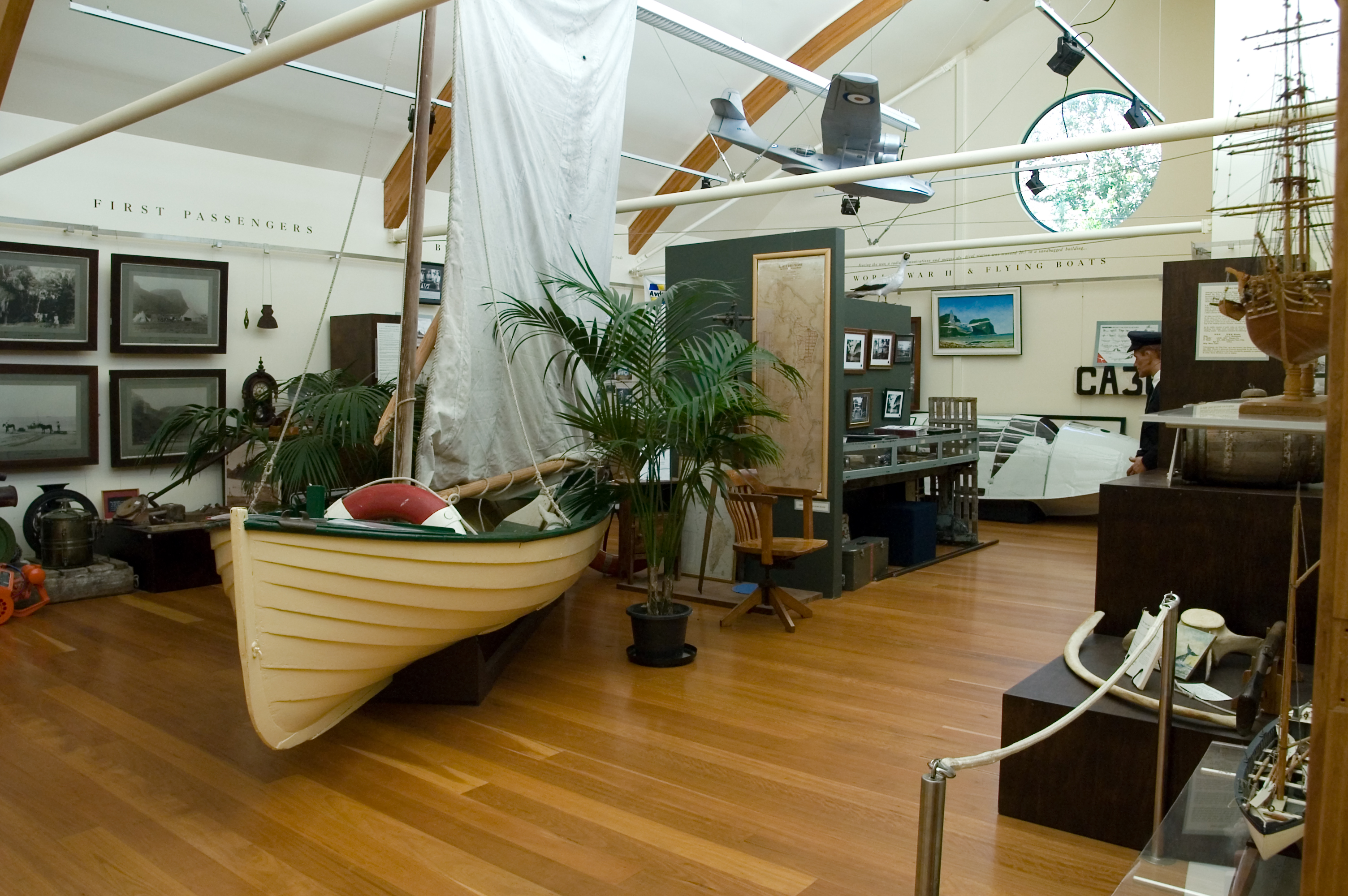
Centre d'information et musée maritime de l'île de Lord Howe.

La nouvelle colonie est rapidement connue du public et bientôt, les navires faisant la navette entre Sydney et les Nouvelles-Hébrides (actuel Vanuatu) font étape sur l'île. Le Rover's Bride, un petit cotre, devient le premier vaisseau de commerce régulier à s'arrêter sur l'île de Lord Howe. Entre 1839 et 1859, entre 5 et 13 navires jettent l'ancre à Lord Howe chaque année. Parfois, ce chiffre s'approche de la vingtaine avec la présence simultanée de jusqu'à 7 à  8 navires ancrés en même temps près des récifs. En 1842 et 1844, les premiers enfants naissent sur l'île. En 1847 et à la suite de leur échec à obtenir des concessions de terre de la part du gouvernement de Nouvelle-Galles-du-Sud, Poole, Dawson et Foulis abandonnent la colonie bien que trois de leurs employés continuent d'y résider. Toutefois, en 1848, la famille Andrews décide de s'installer sur l'île après avoir découvert des oignons sur la plage. Ils mettent alors en place une culture de cette ressource connue sous le nom de Lord Howe Red Onion dont la popularité est grande dans l'hémisphère sud durant près de  30 ans jusqu'à ce que les plants soient attaqués par la maladie du charbon.
En 1849, seules  11 personnes résident sur l'île mais bientôt, les fermes se développent. Lors de la décennie 1850, la découverte de gisements aurifères en Australie attise la convoitise des marins qui préfèrent creuser à la recherche du précieux métal plutôt que de risquer leur vie sur les mers. De fait, plusieurs navires évitent de jeter l'ancre en Australie de peur de perdre leurs équipages et préfèrent faire étape à l'île Lord Howe qui expérimente un nouveau type de commerce. Ce dernier atteint son apogée entre 1855 et 1857. En 1851,  16 habitants peuplent l'île et cultivent plusieurs légumes parmi lesquelles des pommes de terre, des carottes, du maïs, des citrouilles, du taro, des pastèques et même du raisin, des fruits de la passion et du café. Enfin, entre 1851 et 1853, plusieurs tentatives du gouvernement de Nouvelle-Galles du Sud d'établir un établissement pénitentiaire sur l'île échouent.
De 1851 à 1854, Henry Denham, le capitaine du HMS Herald, est engagé dans une expédition scientifique dans l'ouest du Pacifique. C'est à cette occasion qu'il réalise la première étude hydrographique de l'île. À bord de son navire, les biologistes écossais William Mile (un botaniste du jardin botanique royal d'Édimbourg), John MacGillivray (un naturaliste) et Denis MacDonald (zoologiste et assistant-chirurgien) participent aussi à l'expédition et collectent notamment des spécimens de poissons et de plantes. Ces hommes fournissent les premières informations sur la géologie, la flore et la faune de l'île.
Vers 1853, trois nouveaux colons s’installent à Lord Howe. Ils viennent du baleinier américain Belle dirigé par Ichabod Handy. Tout comme George Campbell (qui meurt en 1856) et Jack Brian (qui meurt en 1854), le troisième nommé Nathan Thompson amène avec lui trois femmes venues des îles Gilbert. Thompson est aussi le premier habitant de l’île à construire une maison de taille substantielle dans les années 1860 grâce à du cèdre venu du continent et qui finit par s’échouer sur les plages de l’île. La plupart des habitants actuels possédant des ancêtres ayant vécu sur l'île ont des liens de parenté (par le sang ou par le mariage) avec Thompson et sa deuxième femme Bogue.
En 1855, l'île devient officiellement un territoire de la Nouvelle-Galles du Sud à la suite d'une loi constitutionnelle.

### Expéditions scientifiques (1861-1890)
Au début des années 1860, l’industrie baleinière décline rapidement avec l’augmentation de l’utilisation du pétrole, le commencement de la ruée vers l’or californienne et la guerre civile américaine. Cette désertion des baleiniers américains a de tristes conséquences pour l’économie de l’île. À la recherche de nouvelles sources de revenus, Thompson achète le Sylph en 1867. Ce navire devient le premier bateau local à commercer avec Sydney (principalement des cochons et des oignons). Il jetait l’ancre dans le lieu connu aujourd’hui sous le nom de Sylph’s Hole off Old Settlement Beach. Toutefois, le navire est perdu en mer en 1873, ajoutant aux malheurs de l’île.
En 1869, l'île reçoit la visite du magistrat P. Cloete qui doit enquêter sur une affaire de meurtre. Il se rend à Lord Howe à bord du Thetis avec plusieurs autres personnalités comme Charles Moore, le directeur des jardins botaniques royaux de Sydney et son assistant William Carron qui prévoit de ramener des spécimens de plantes à Ferdinand von Müller qui travaille au jardin botanique de Melbourne. En 1875, von Müller aura catalogué et publié près de 195 espèces. Le géomètre William Fitzgerald est aussi du voyage ainsi que Masters de l'Australian Museum. Ensemble, ils étudient l'île et publient leurs découvertes en 1870. À cette date, l'île est peuplée de 35 personnes vivant dans 13 maisons construites en bois avec des toits de chaume. Du fait du déclin économique, il arrive parfois que l'île ne voie passer aucun bateau durant six à douze mois. De fait, les provisions amassées dans les entrepôts servant auparavant à ravitailler les baleiniers pourrissent, et certains habitants décident d'abandonner la production maraîchère.

### De 1890 à aujourd'hui

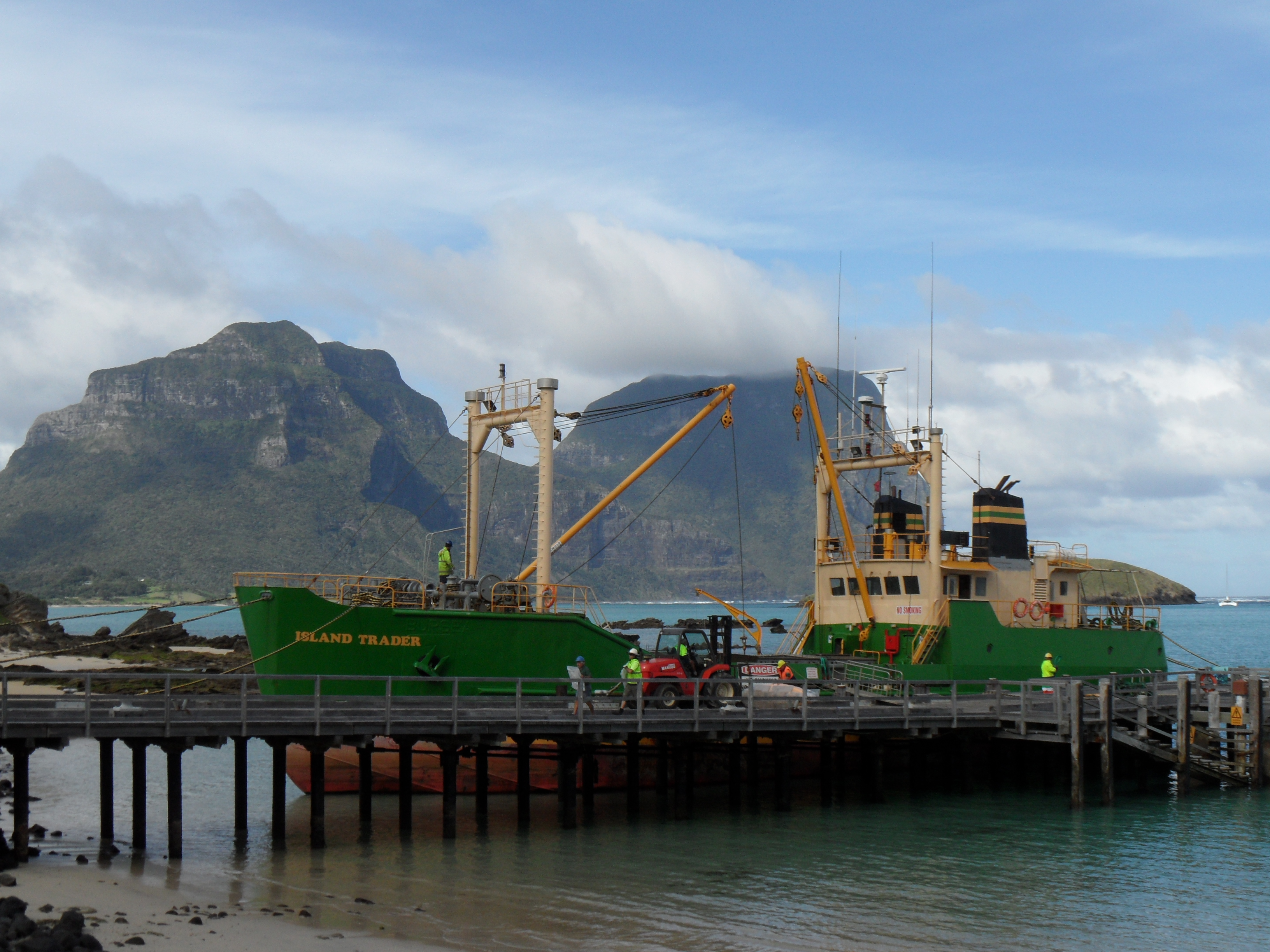
Navire de la compagnie Island Trader qui assure la liaison maritime entre Port Macquarie et l'île Lord Howe toutes les deux semaines.

En 1883, la compagnie Burns Philp lance un service régulier de transport maritime et le nombre de touristes augmente progressivement. En 1932, avec l'arrivée régulière de touristes transportés par le SS Morinda, le tourisme devient la deuxième source de revenus de l'île après la vente de palmiers en Europe. Le Morinda est remplacé par le Makambo en 1932. Ce service touristique se poursuit encore aujourd'hui à l'aide de nouveaux navires qui partent de Port Macquarie toutes les deux semaines.
Le commerce de palmiers naît lors de la décennie 1880 lorsque le Kentia (Howea forsteriana) est pour la première fois exporté en Grande-Bretagne, en Europe et en Amérique. Ce commerce devient en 1906 le monopole de la Lord Howe Island Kentia Palm Nursery.
L'année 1931 est marquée par la première apparition d'un avion près de l'île lorsque Francis Chichester amerrit dans le lagon à bord d'un biplan Gipsy Moth transformé en hydravion. Celui-ci est endommagé lors d'un orage le lendemain puis réparé avec l'aide des habitants avant de s'envoler neuf semaines plus tard pour un vol en direction de Sydney. En 1947, après la Seconde Guerre mondiale, des touristes viennent sur l'île à bord d’hydravions Catalina puis de Sandringham qui opèrent près de Rose Bay à Sydney. Ils amerrissent dans le lagon de l'île Lord Howe et le voyage depuis Sydney prend trois heures et demie ; ces hydravions sont remplacés par des avions bimoteurs après l'ouverture d'une piste d'atterrissage sur l'île en 1974. En 2002, le destroyer HMS Nottingham de la Royal Navy heurte le Wolf Rock, un récif de l'île de Lord Howe et manque de peu de couler. Récemment, le tourisme est en croissance et le gouvernement de la Nouvelle-Galles-du-Sud est de plus en plus impliqué dans des mesures de conservation de la nature.

## Géologie

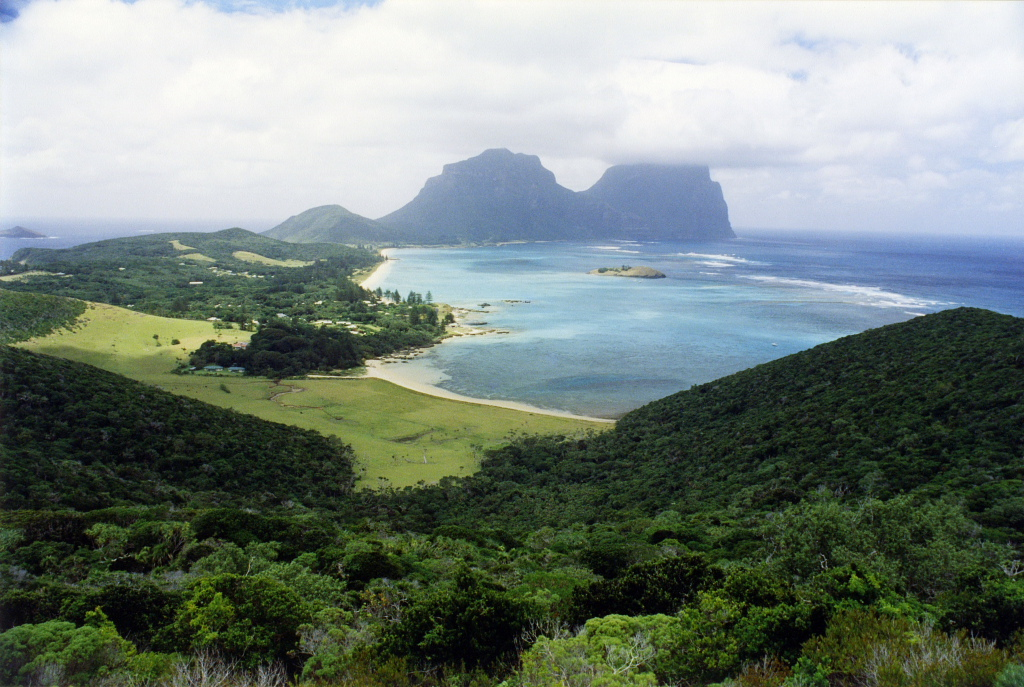
Vue de l'île Lord Howe.

L’île a la forme d’un croissant d’environ dix kilomètres de longueur pour deux kilomètres de largeur et résulte de l'érosion d’un volcan bouclier vieux de 7 millions d’années. La chaîne sous-marine de Lord Howe, définie par des guyots recouverts de corail, se poursuit sur mille kilomètres vers le nord, probablement issue d’un déplacement de la plaque australienne vers le nord au-dessus d’un point chaud stationnaire. Cette chaîne est elle-même un élément du plateau de Lord Howe, sur le continent sous-marin Zealandia.
Le mont Lidgbird et le mont Gower, culminant respectivement à 777 et 875 mètres d'altitude dans le sud de l’île, sont constitués de basalte, restes de coulées de lave qui remplissaient autrefois une importante caldeira. La fin de l’activité volcanique remonte à 6,4 millions d’années.
Situé par 31° de latitude sud, le récif corallien est le plus méridional du monde.

## Climat
| Mois                                  | jan.      | fév.      | mars      | avril     | mai       | juin      | jui.      | août      | sep.      | oct.      | nov.     | déc.      | année         |
| ------------------------------------- | --------- | --------- | --------- | --------- | --------- | --------- | --------- | --------- | --------- | --------- | -------- | --------- | ------------- |
| Température minimale moyenne (°C)     | 20,8      | 21,1      | 20,1      | 18,1      | 16,3      | 14,8      | 13,9      | 13,6      | 14,7      | 15,7      | 17,4     | 19,2      | 17,1          |
| Température maximale moyenne (°C)     | 25,5      | 25,8      | 25        | 23,4      | 21,6      | 19,9      | 19,1      | 19,1      | 20,1      | 21        | 22,4     | 24,1      | 22,2          |
| Record de froid (°C) date du record   | 13,1 2012 | 14,7 1997 | 13,4 1995 | 11,2 1994 | 8,7 2018  | 7,5 2008  | 6,1 2018  | 6,6 2011  | 5,9 1992  | 7,8 2012  | 9,2 1991 | 11,4 1998 | 5,9 11/9/1992 |
| Record de chaleur (°C) date du record | 29,9 2010 | 31,3 1996 | 28,2 2015 | 27,4 2016 | 25,8 2016 | 23,9 2003 | 23,2 2016 | 23,4 2009 | 23,6 2020 | 25,4 2020 | 28 2009  | 28,4 2017 | 31,3 1/2/1996 |
| Précipitations (mm)                   | 102,5     | 107       | 126,8     | 138,7     | 153,2     | 169,4     | 138       | 104,7     | 109,5     | 99        | 110,9    | 101,1     | 1 460,9       |
| Nombre de jours avec précipitations   | 8,9       | 9,2       | 10,8      | 13        | 14,7      | 17,1      | 17,1      | 14,4      | 11,3      | 9,3       | 9,4      | 9,1       | 144,3         |
| Humidité relative (%)                 | 70        | 67        | 67        | 67        | 66        | 66        | 66        | 64        | 68        | 68        | 68       | 67        | 67            |

| Diagramme climatique                                  |             |             |               |               |               |             |               |               |          |               |               |
| J                                                     | F           | M           | A             | M             | J             | J           | A             | S             | O        | N             | D             |
| 25,520,8102,5                                         | 25,821,1107 | 2520,1126,8 | 23,418,1138,7 | 21,616,3153,2 | 19,914,8169,4 | 19,113,9138 | 19,113,6104,7 | 20,114,7109,5 | 2115,799 | 22,417,4110,9 | 24,119,2101,1 |
| Moyennes : • Temp. maxi et mini °C • Précipitation mm |             |             |               |               |               |             |               |               |          |               |               |

## Démographie
Selon le recensement de 2006, la population permanente de l'île compte 348 personnes tandis que le nombre de touristes autorisés est de 400. Les premiers habitants de l'île sont des baleiniers Européens et Américains. La plupart de leurs descendants sont restés sur l'île durant plus de six générations. Aujourd'hui, les habitants travaillent dans le tourisme, la pêche, l'agriculture, la vente au détail et l'industrie du palmier de Kentia. En 1876, il est observé qu'en dépit du fait que le dimanche est chômé, il n'y avait pas de services religieux. De nos jours, il existe des églises anglicanes, catholiques et adventistes, toutes réunies dans une zone appelée Church Paddock. La population de l'île se répartit entre 30 % d'Anglicans, 22 % d'incroyants, 18 % de catholiques et 12 % d'adventistes du septième jour. Les deux sexes sont également représentés et 47 % de la population est dans la tranche d'âge 25-54 ans. Enfin, 92 % des habitants détiennent la citoyenneté australienne.

## Gouvernement et régime foncier
Le contrôle officiel sur l'île de Lord Howe appartient d'abord à la couronne britannique avant de passer à la Nouvelle-Galles-du-Sud en 1855. Toutefois, jusqu'en 1876, les habitants de l'île vivent dans une « relative harmonie au sein d'une communauté auto-régulée ». En 1878, Richard Armstrong est nommé administrateur après que le Parlement de la Nouvelle-Galles-du-Sud a fait de l'île une réserve forestière. Toutefois, à la suite d'une enquête et de plaintes des insulaires, Armstrong est démis de ses fonctions le 31 mai 1882 (il revient sur l'île l'année suivante pour observer le transit de Vénus devant le Soleil). Après son départ, l'île est administrée par quatre magistrats successifs jusqu'en 1913. Ces administrateurs ne résident pas sur l'île et ne s'y rendent que lors de visites régulières. En 1913, un conseil basé à Sydney administre l'île jusqu'en 1948 lorsqu'elle nomme un surintendant appartenant à la communauté insulaire. En 1913, les trois membres du bureau d'administration de l'île Lord Howe sont nommés en grande partie pour réguler l'industrie de la graine de palme mais aussi pour administrer les affaires de l'île depuis Sydney jusqu'à la création d'un conseil implanté sur l'île en 1954.
Le conseil de l'île Lord Howe est une autorité statutaire de la Nouvelle-Galles-du-Sud créée par le Lord Howe Island Act de 1953. Ce conseil doit administrer l'île en tant que territoire de la Nouvelle-Galles-du-Sud. Il dépend directement du ministère du changement climatique, de l'environnement et de l'eau et est responsable de la santé et de la gestion de l'île. Les missions de ce conseil sont les suivantes : protection du patrimoine mondial, contrôle du développement, administration des terres de la couronne (dont les aires protégées de l'île), fourniture des services communautaires et régulation du tourisme. Le conseil gère aussi le Lord Howe Island Kentia Palm Nursery qui, avec le tourisme, fournit la seule source de revenus extérieurs de l'île. À la suite d'un amendement de 2004, le conseil comprend maintenant sept membres dont quatre sont élus par la communauté insulaire de l'île. Cela donne aux 350 habitants permanents de l'île un haut degré d'autonomie. Les trois membres restants sont nommés par le ministre pour représenter les intérêts économiques, touristiques et écologiques. Le conseil se rassemble tous les trois mois sur l'île. Le reste du temps, les affaires de l'île sont gérées par l'administration du conseil composée d'une équipe de 22 personnes.

## Économie
Le commerce de plantes, de viande, de poisson et d'autres denrées périssables avec les navires de passage s'est arrêté dans les années 1870 quand l'activité baleinière s'est effondrée. En effet, les baleiniers fournissaient le gros des marins venant à Lord Howe. En raison de la population limitée de l'île, son économie est réduite et la richesse produite vient de deux activités principales : le tourisme et l'exportation de kentias.

### Culture du kentia
Le premier homme à avoir exporté des graines de kentia est Ned King, un guide de montagne appartenant aux expéditions Fitzgerald de 1869 et 1876 et qui envoie les graines au jardin botanique de Sydney[Lequel ?]. Le commerce commence véritablement dans les années 1880, quand il est découvert que l'une des quatre espèces de palmiers endémiques de l'île, le kentia (Howea forsteriana), est particulièrement adapté pour les vérandas à la mode au sein de l'aristocratie américaine et européenne. C'est l'aide du magistrat Franck Farnell, basé sur le continent, qui permet de faire croître ce commerce. En 1906, il devient directeur de la compagnie nommée Lord Howe Island Kentia Palm Nursery. Vingt-et-uns îliens ainsi qu'une compagnie spécialisée dans le commerce de semences de Sydney deviennent actionnaires de l'entreprise.
Le kentia, aussi appelé palmier de chaume localement car il sert aux premiers colons pour recouvrir leurs maisons, est aujourd'hui le palmier décoratif le plus populaire au monde. Le climat tempéré de l'île implique que le palmier tolère une luminosité relativement faible, une atmosphère sèche et des températures assez basses, ce qui est idéal pour des conditions intérieures.

### Tourisme
L'île de Lord Howe est réputée pour sa géologie, ses oiseaux, ses plantes et sa vie marine. De ce fait, des activités touristiques liées à l'ornithologie, la plongée, le surf, le kayak et la pêche se sont développées. De manière à éviter que la pression touristique ne menace l'équilibre fragile de l'environnement insulaire, seuls quatre cents touristes à la fois peuvent venir sur Lord Howe. Cette dernière est reliée à l'aéroport de Sydney et à l'aéroport de Brisbane et le temps de parcours est inférieur à deux heures. Le Permanent Park Preserve créé en 1981 fonctionne de manière similaire à un parc national.

### Cinéma
Sur une des plages de l'île a été tourné le film Instinct de survie (2016), réalisé par  Jaume Collet-Serra, avec Blake Lively comme actrice principale.

## Faune et flore

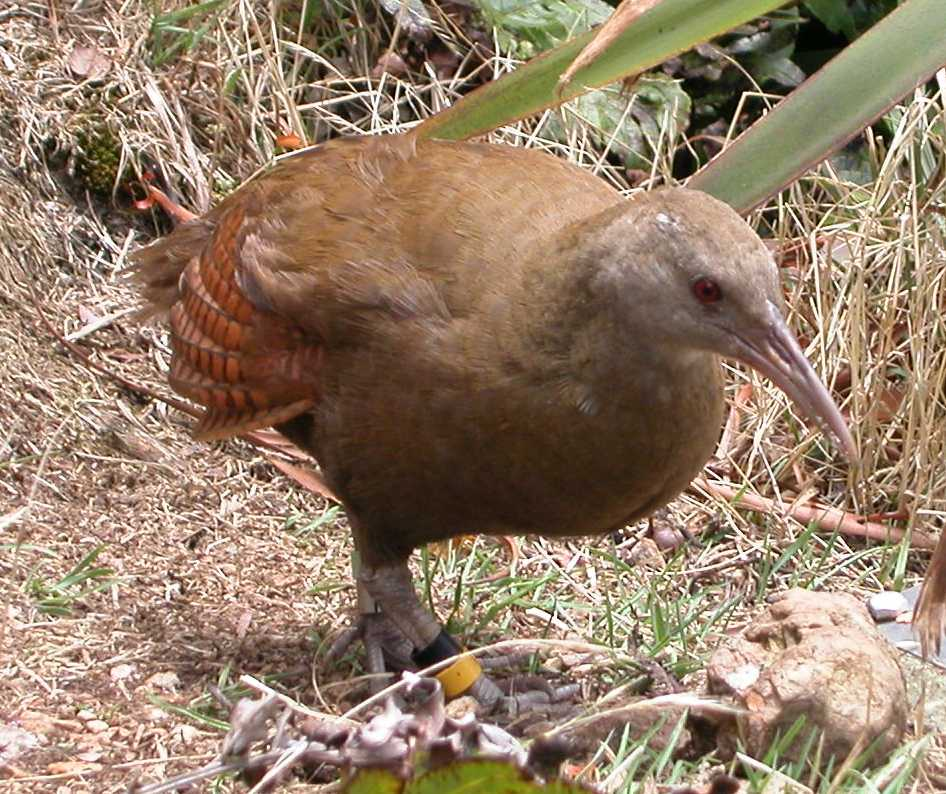
Râle sylvestre.

L'île est une écorégion à part entière faisant partie de l'australasien. Elle partage de nombreuses caractéristiques avec l'Australie, la Nouvelle-Guinée et la Nouvelle-Calédonie. Elle n'a jamais été rattachée à un continent et l'ensemble de sa flore et de sa faune s'est implantée par la mer. Près de la moitié de sa flore d'origine est endémique.

### Faune
Quatorze espèces d'oiseaux de mer et dix-huit espèces d'oiseaux terrestres nichent sur l'île et ses environs, dont un oiseau aptère endémique, le râle sylvestre ou Lord Howe woodhen, qui a frôlé l'extinction avant de bénéficier d'un programme de sauvetage, qui permit de passer d'une vingtaine d'individus en 1970 à 200. L'arrivée de l'homme a provoqué l'extinction de nombreuses autres espèces telles que le talève de Lord Howe, le pigeon à gorge blanche de Godman, le kakariki à front jaune et le fou masqué de Tasmanie (fullagari), exterminés par les colons au cours du XIXe siècle. L'introduction accidentelle du rat noir à l'occasion d'un naufrage, en 1918, entraîna une seconde vague d'extinctions et porta un coup fatal au zostérops robuste, au gérygone de Lord Howe et aux sous-espèces Rhipidura fuliginosa cervina du Rhipidure à collier, Turdus poliocephalus vinitinctus du Merle des îles, et Aplonis fusca hulliana du Stourne de Norfolk.
Le seul mammifère natif encore présent est Eptesicus sagittula, une chauve-souris de la famille des vespertilionidés. De l'espèce endémique Nyctophilus howensis, on ne connaît qu'un crâne et l'espèce est considérée comme éteinte. L'extinction, tout comme celle de la ninoxe méridionale (Ninox novaeseelandiae albaria), pourrait avoir été provoquée par l'effraie masquée, introduite dans les années 1920 pour contrôler la surpopulation de rats.
Deux espèces de reptiles sont natives de l'île Lord Howe : un scinque et un gecko. Un autre scinque et une grenouille arboricole, la litoria dentata, ont été introduits involontairement depuis l'Australie.
Un phasme, Dryococelus australis, était considéré comme éteint depuis les années 1930 mais une petite population d'une trentaine d'individus fut découverte en 2001 sur la Pyramide de Ball. Un mollusque, le placostyle de Lord Howe, est également menacé d'extinction par les rats. Un programme de sauvetage est en cours.
Les rats ont été éradiqués entre 2019 et 2021, complétant l'éradication plus ancienne des chats, des chèvres et des cochons sauvages. 
Le projets de réintroduction du phasme, Dryococelus australis est en 2025 considéré comme imminent.
Depuis l'éradication des animaux introduits, et surtout du rat, la reconstitution des milieux naturels est considérée comme spectaculaire.
Les eaux environnantes abritent plus de 400 espèces de poissons, dont 9 sont endémiques à la région. Environ 80 espèces de corail composent les récifs autour de l'île.

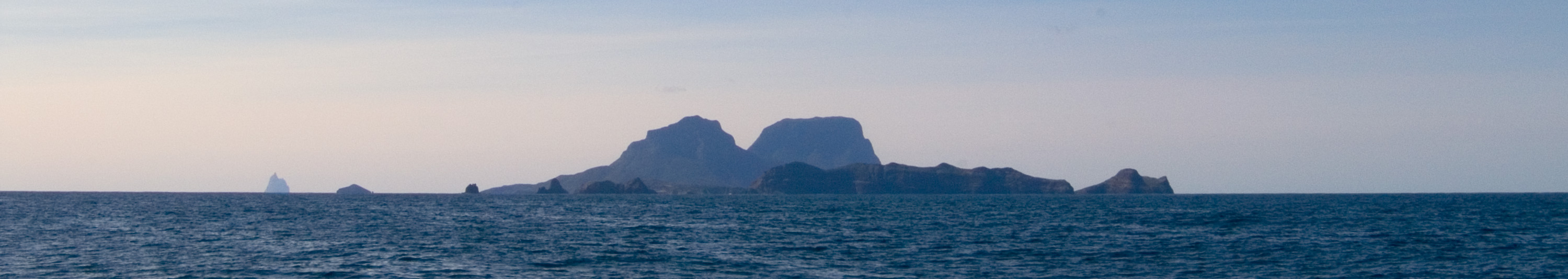
Vue panoramique de l'île Lord Howe.

### Flore
Un dixième des forêts a fait place à des exploitations agricoles, et 20 % fut détruite par le pâturage des vaches, moutons, chèvres et porcs. Les populations de porcs et de chèvres ont été respectivement éliminées et réduites, et de gros efforts sont déployés pour contrôler les rats et les souris, ainsi que les plantes importées.
Il convient de signaler la présence, au-dessus de 500 m d'altitude d'une oléacée, Olea paniculata, qui est un arbre connu sous le nom de « native olive ».
Le palmier kentia, endémique, est largement cultivé et exporté dans les régions froides où il est apprécié pour sa robustesse. Avec le tourisme, il s'agit de la seule activité économique de l'île.

### Homonymes
- - L'île Howe est située au Nord-Ouest des îles Kerguelen (Terres australes et antarctiques françaises), au Nord de l'île Foch, par 69°26' de longitude Est et 48°51' de latitude Sud.

Ce nom (ou Howe's Foreland) a été donné par le capitaine James Cook en 1776 lors de son 3e voyage de circumnavigation. À cette époque, Lord Richard Howe (1726-1799) était commandant en chef en Amérique du Nord lorsque Cook quitta l'Angleterre.
Cette île a été l'objet, au cours de la seconde moitié du XIXe siècle, d'un intense massacre d'éléphants de mer.
- - Ontong Java est l'un des plus grands atolls du monde pour sa surface maritime. On le désigne parfois sous le nom d'atoll de Lord Howe. Ontong Java fait partie des Salomon.